# Geoffroyus simplex
El lorito acollarado (Geoffroyus simplex) es una especie de ave sitaciforme de la familia Psittaculidae endémica de Nueva Guinea. 

## Descripción
Mide entre 23–25 cm de largo. Su plumaje es principalmente verde, con el borde de las alas amarillo y las coberteras inferiores de las alas azules. Su pico es negro y el iris de sus ojos es de color amarillo claro. Los machos adultos tienen una banda ancha azul a modo de collar a la altura de la parte superior del pecho y el manto, mientras que las hembras solo presentan algo de azul en la parte posterior de la cabeza. Los juveniles carecen de azul y tienen el pico más claro.

## Distribución y hábitat
Se encuentra únicamente en las selvas húmedas de montaña de la cordillera Central de la isla de Nueva Guinea, entre los 500-2300 metros de altitud principalmente entre los 800-1900 m s. n. m. (aunque la escasez de alimentos pueden empujarlos a altitudes más bajas).

## Taxonomía
Se reconocen dos subespecies, según un orden filogenético de la lista del Congreso Ornitológico Internacional:
- G. s. simplex (A.B. Meyer, 1874): de la península de Doberai. Su longitud media es de 23 cm;
- G. s. buergersi Neumann, 1922: presente en el resto de la isla. Mide unos 25 cm de largo, y el collar de los machos es de tonos más apagados y más ancho en la espalda.

## Comportamiento
Suele encontrarse en bandadas hasta los 200 individuos.